# Marko Ciurlizza
Marko Gustavo Ciurlizza Rodríguez (Lima, 22 febbraio 1978) è un ex calciatore peruviano, di ruolo centrocampista.

## Carriera

### Club
Cresciuto nelle giovanili dell'Universitario de Deportes, nel 1996 ha debuttato in prima squadra; nel 2001 si trasferì all'Alianza Lima, dove gioca una stagione; chiude l'anno solare al Botafogo, giocando 10 partite. Nel 2002 ritornò all'Alianza Lima.
Il 27 ottobre 2013 ha annunciato il suo ritiro dal calcio giocato.

### Nazionale
Dal 1999 al 2009 ha giocato nella Nazionale di calcio peruviana, con la quale ha partecipato a tre edizioni della Copa América.

## Palmarès

### Club

#### Competizioni nazionali
- Campionato peruviano: 7

Universitario: 1998, 1999, 2000
Alianza Lima: 2001, 2003, 2004, 2006